# Juliana Léveillé-Trudel
Pour les articles homonymes, voir Léveillé et Trudel.
Juliana Léveillé-Trudel est une autrice, dramaturge et traductrice née à Montréal en 1985. Son premier roman, Nirliit, a été traduit en plusieurs langues. Elle est fondatrice des Productions de brousse.   

## Biographie
En 2008, elle obtient un diplôme en Animation et recherches culturelles de l'Université du Québec à Montréal.
Elle a travaillé en tant qu'enseignante au Nunavik pendant une dizaine d'années. Elle met également sur pied, en 2011, un camp de jour pour enfants à Salluit, une communauté inuite. Son premier roman, Nirliit, est inspiré de cette période de sa vie.
En avril 2024, dans le cadre d'une résidence en création au Théâtre À tour de rôle à Carleton-sur-mer, elle produit Si j'avais pas de char, un projet documentaire scénique portant sur la mobilité durable en milieu rural,.

### Les Productions de brousse
En 2011, Juliana Léveillé-Trudel fonde la compagnie Théâtre de brousse, où elle met en scène ses textes Partis à l'ouest et La contestation expliquée aux enfants. En 2018, la compagnie devient un organisme à but non lucratif et adopte le nom Productions de brousse. À titre de directrice artistique et générale, elle y dirige notamment Enfabulation, un spectacle de narration mettant en valeur des voix diversifiées. 
En 2024, les Productions de brousse collaborent avec l'autrice-compositrice-interprète Angela Amarualik et  l'artiste multidisciplinaire Marc-Antoine Mahieu pour la publication d'un recueil de poésie écrit par des membres des communautés inuites de Montréal et d'Inukjuak. Ce projet donne également lieu à un spectacle présenté dans le cadre du Festival Métropolis Bleu. 

## Oeuvres

### Albums jeunesses
- Juliana Léveillé-Trudel et Andrew Katz (ill. Joseph Sherman), Petits coeurs sur la neige, Montréal, CrackBoom!, 2024 (ISBN 9782898025341)
- Juliana Léveillé-Trudel et Andrew Katz, Voyage de nuit à la bibli, Boisbriand, CrackBoom!, 2022 (ISBN 9782898023224)
- Juliana Léveillé-Trudel et Andrew Katz, Comment attraper un ours qui aime lire, Montréal, CrackBoom!, 2018 (ISBN 9782898021022)

### Romans
- On a tout l'automne, Paris, Gallimard, coll. « Folio » (no 7428), 2024 (1re éd. 2022), 233 p. (ISBN 9782073019684)
- On a tout l'automne, Saguenay, La Peuplade, 2022, 200 p. (ISBN 9782925141419)
- Nirliit, Paris, Gallimard, coll. « Folio » (no 6760), 2020 (1re éd. 2015), 181 p. (ISBN 9782072829420)
- Nirliit, La Peuplade, coll. « Romans », 2015, 184 p. (ISBN 9782924519073)

### Théâtre
- Nous ne saurons jamais dire j'habite, Théâtre Pàp et Théâtre À tour de rôle (2025)

## Prix et honneurs
- 2018 : Lauréate du Prix littéraire des ambassadeurs francophones de l'Institut français du Danemark
- 2023 : Lauréate du Prix Pantagruel

## Traductions et adaptations
Nirliit, publié aux éditions de la Peuplade en 2015, a été traduit en anglais, en islandais, en espagnol, en basque et en danois.
En 2017, elle crée un spectacle littéraire à partir de son roman,.